# Kolem Flander 2018
102. ročník jednodenního cyklistického závodu Kolem Flander se konal 1. dubna 2018 v Belgii. Závod dlouhý 264,7 km vyhrál Nizozemec Niki Terpstra z týmu Quick-Step Floors. Na druhém a třetím místě se umístili Mads Pedersen (Trek–Segafredo) a Philippe Gilbert (Quick-Step Floors).
Niki Terpstra se stal prvním nizozemským vítězem Kolem Flander od roku 1986 díky útoku na stoupání Kruisberg. Terpstra se na čele udržel i dalších 25 kilometrů a do cíle dojel 12 sekund před Madsem Pedersenem (Trek–Segafredo). Na poslední pódiovou příčku se dostal Terpstrův týmový kolega a obhájce vítězství Philippe Gilbert.

## Týmy

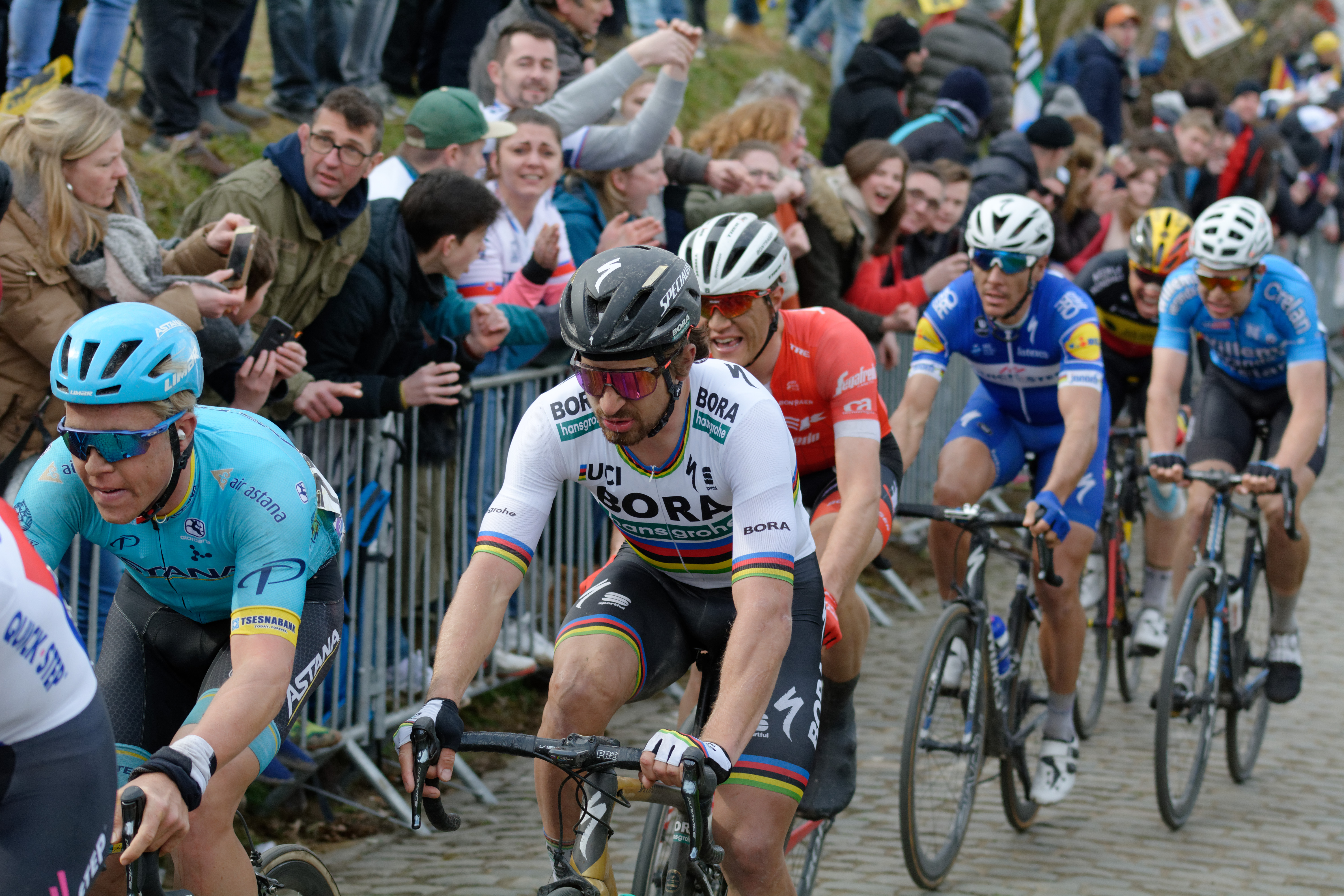
Skupina zahrnující (zleva doprava) Michaela Valgrena, Petera Sagana, Jaspera Stuyvena, Philippa Gilberta, Wouta van Aerta a Olivera Naesena v průběhu závodu.

Závodu se zúčastnilo celkem 25 týmů. Všech 18 UCI WorldTeamů bylo pozváno automaticky a muselo se zúčastnit závodu. Společně se sedmi UCI Professional Continental týmy tak utvořili startovní peloton složený z 25 týmů.

### UCI WorldTeamy
- AG2R La Mondiale
- Astana
- Bahrain–Merida
- BMC Racing Team
- Bora–Hansgrohe
- EF Education First–Drapac p/b Cannondale
- Groupama–FDJ
- LottoNL–Jumbo
- Lotto–Soudal
- Mitchelton–Scott
- Movistar Team
- Quick-Step Floors
- Team Dimension Data
- Team Katusha–Alpecin
- Team Sky
- Team Sunweb
- Trek–Segafredo
- UAE Team Emirates

### UCI Professional Continental týmy
- Cofidis
- Roompot–Nederlandse Loterij
- Sport Vlaanderen–Baloise
- Vérandas Willems–Crelan
- Vital Concept
- Wanty–Groupe Gobert
- WB Aqua Protect Veranclassic

## Výsledky
| Pořadí | Jezdec                  | Tým                     | Čas        |
| ------ | ----------------------- | ----------------------- | ---------- |
| 1      | Niki Terpstra (NED)     | Quick-Step Floors       | 6h 21' 25" |
| 2      | Mads Pedersen (DEN)     | Trek–Segafredo          | + 12"      |
| 3      | Philippe Gilbert (BEL)  | Quick-Step Floors       | + 17"      |
| 4      | Michael Valgren (DEN)   | Astana                  | + 20"      |
| 5      | Greg Van Avermaet (BEL) | BMC Racing Team         | + 25"      |
| 6      | Peter Sagan (SVK)       | Bora–Hansgrohe          | + 25"      |
| 7      | Jasper Stuyven (BEL)    | Trek–Segafredo          | + 25"      |
| 8      | Tiesj Benoot (BEL)      | Lotto–Soudal            | + 25"      |
| 9      | Wout van Aert (BEL)     | Vérandas Willems–Crelan | + 25"      |
| 10     | Zdeněk Štybar (CZE)     | Quick-Step Floors       | + 25"      |